# Агджаязы
Агджаязы (азерб. Ağcayazı) — село в Лачинском районе Азербайджана. Село расположено примерно в 43 км к северо-западу от районного центра.

## Этимология названия
Ойконим образован от слов Агджа (белесая; сухая; непаханая сероватая земля) и язы (степь, равнина, пустыня), что означает «белесая, сероватая равнина, степь». На территории Агдашского района также есть две деревни Нижний и Верхний Агджаязы.

## История
Село Агджаязы находится в сельском административном округе Ардушлу Лачинского района.
В ходе Карабахской войны в 1992 году село перешло под контроль непризнанной Нагорно-Карабахской Республики.

### Новый период
Согласно заявлению о прекращении огня, подписанному в конце Второй Карабахской войны в 2020 году, 1 декабря 2020 года село перешло под контроль Азербайджанских ВС.